# Parlamentsvalet i Storbritannien 1910 (januari)
Parlamentsvalet i Storbritannien januari 1910 hölls från 15 januari till 10 februari 1910.
Valet producerade ingen klar vinnare, utan de konservativa, ledda av Arthur Balfour, och liberalerna, ledda av Herbert Henry Asquith, blev ungefär lika starka. Ett andra val hölls i  december för att försöka reda ut situationen.
| Parti                              | Röster    | Platser | Förändring | Andel av rösterna (%) |
| Konservativa och liberalunionister | 2 919 236 | 272     | + 116      | 46,8                  |
| Liberal Party                      | 2 712 511 | 274     | - 122      | 43,5                  |
| Labour                             | 435 770   | 40      | + 11       | 7,0                   |
| Irländska nationalister            | 114 185   | 82      | - 1        | 1,9                   |
| SDP                                | 13 479    | 0       |            | 0,2                   |
| Oberoende konservativ              | 11 772    | 1       |            | 0,2                   |
| Free Trader                        | 11 553    | 1       |            | 0,2                   |
| Oberoende Labour                   | 9 936     | 0       | - 1        | 0,1                   |
| Oberoende liberal                  | 5 237     | 1       | + 1        | 0,1                   |

Totala antalet avlagda röster: 7 694 741. Alla partier med mer än 1000 röster visade.